# Сегнетоэлектрический металл
Cегнетоэлектрический металл или металлический сегнетоэлектрик — это металл, который обладает электрическим дипольным моментом. Его малый объём обладает поляризацией. Существование таких металлов контринтуитивно, потому что свободный электрический заряд в металле может перетекать и должен нейтрализовать поляризацию, однако существование таких материалов экспериментально установленный факт. Впервые сегнетоэлектрический эффект в металле наблюдался в монокристаллах купратных сверхпроводников YBa2Cu3O7-δ. Поляризация наблюдалась вдоль одной оси (001) с помощью измерений пироэлектрического эффекта, и было показано, что знак поляризации обратим, а его величина контролируется с помощью электрического поля. При этом поляризация исчезала в сверхпроводящем состоянии. Соответствующие искажения решетки считались результатом смещения ионов кислорода, вызванного легированными зарядами, нарушающими симметрию центра инверсии. Этот эффект используют для изготовления пироэлектрических детекторов для космических приложений, из-за большого пироэлектрического коэффициента и низкого внутреннего сопротивления. Другим семейством веществ, которое можно отнести к металлическим сегнетоэлектрикам, — никелатные перовскиты. Например, сегнетоэлектрические свойства, демонстрирует металлический никелат лантана, LaNiO3. В тонкой плёнке LaNiO3, выращенной на поверхности кристалла (111) алюмината лантана (LaAlO3), наблюдались сегнетоэлектрический эффект и проводимость при комнатной температуре. Однако удельное сопротивление этой системы возрастает с понижением температуры, следовательно, он не полностью соответствует определению металла. Также при росте толщины плёнки до 3 или 4 элементарных ячеек (1-2 нм) на кристаллической грани (100) LaAlO3, LaNiO3 проявляет сегнетоэлектрикие свойства как проводник или изолятор в зависимости от в зависимости от полярности поверхности. Осмат лития LiOsO3 также демонстрирует сегнетоэлектрический переход при охлаждении ниже 140 К. Точечная группа симметрии кристалла меняется с R3c на R3c, теряя центральную симметрию. При комнатной температуре и ниже осмат лития — электрический проводник в монокристаллической, поликристаллической или порошковой форме, а сегнетоэлектрическая форма появляется только при температуре ниже 140 К. При температуре выше 140 К материал ведет себя как обычный металл.
Собственная металличность и сегнетоэлектричество наблюдались при комнатной температуре в массивном монокристаллическом дителлуриде вольфрама (WTe2); дихалькогенид переходного металла (TMDC). Он обладает бистабильностью с возможностью электрически переключаться между состояниями с различной спонтанной поляризацией, что указывает на наличие сегнетоэлектричесткого эффекта. Сосуществование металлической проводимости и переключаемой электрической поляризации в WTe2, в этом слоистом материале, наблюдалось в пределе малой толщины двух- и трехслойной плёнке. Расчёты показывают, что это происходит из-за вертикального переноса заряда между слоями, которые переключается посредством межслоевого скольжения.
П. У. Андерсон и Э. И. Блаунт предсказали существование сегнетоэлектрического металла в 1965 году. Они основывались на экспериментальных результатах сверхпроводящего и сегнетоэлектрического переходов в титанате бария. В этом материале атомы не перемещаются далеко от своих мест в жлементарной ячейке, и происходит лишь небольшая несимметричная деформация кристалла, из кубической в тетрагональную. Такой переход назвали мартенситным. Они также предложили исследовать натриево-вольфрамовую бронзу и сплав InTl, поскольку поняли, что свободные электроны в металле нейтрализуют эффект поляризации на глобальном уровне, но локально электроны проводимости не сильно влияют на поперечные оптические фононы или локальное электрическое поле, присущее сегнетоэлектричеству.